# Arte River
Der Arte River ist ein Fluss im östlichen Gippsland im Osten des australischen Bundesstaates Victoria.
Er entspringt unterhalb des Mount Kuark in einer Höhe von  448 m und mündet nach etwa 17 Kilometern in den Goolengook River.
Sein größter Nebenfluss ist der Little Arte River.